# Moskowski-Prospekt (Kaliningrad)
Der Moskowski prospekt (russisch Московский проспект) ist einer von sieben Prospekten in Kaliningrad und Beginn einer vierspurigen Schnellstraße, die in den 1980er Jahren erbaut wurde, um Kaliningrad direkt mit Moskau zu verbinden. Realisiert wurde die Fernverbindung jedoch nur von Kaliningrad bis Gwardeisk. Der Moskowski prospekt ist die West-Ost-Achse Kaliningrads, während der Leninski prospekt die Nord-Süd-Achse darstellt.

## Verlauf

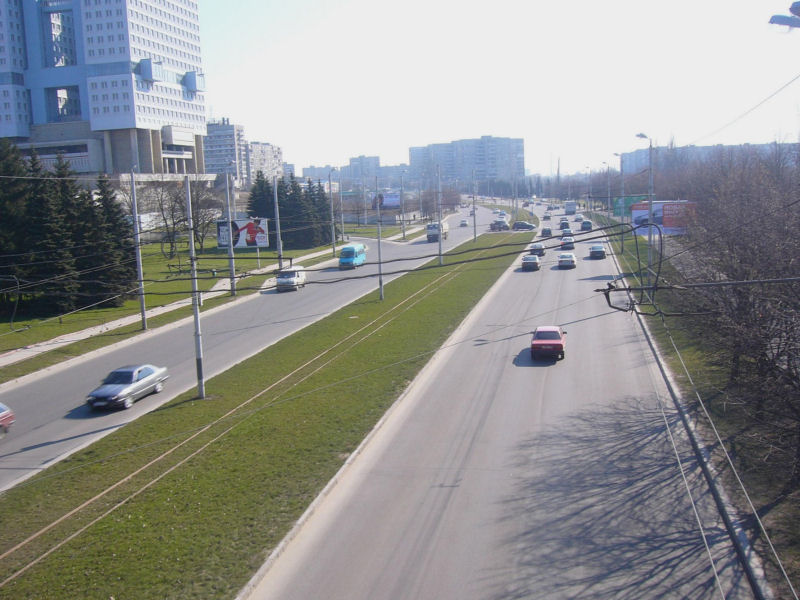
Der Moskowski prospekt auf Höhe des Hauses der Sowjets (Blickrichtung Osten)

Die Straße führt aus der Kaliningrader Innenstadt in der Nähe des Park pobedy (Siegespark) im Bereich des ehemaligen inneren Königsberger Festungsgürtels als Vereinigung der uliza Generala Butkowa, welche von Süden von der Doppelstockbrücke (dt. Reichsbahnbrücke) über den Pregel kommt, und der Gornaja uliza, welche die Verbindung mit dem Westen Kaliningrads herstellt, bis an die östliche Kaliningrader Stadtgrenze zum Straßenkreuz mit dem Kaliningrader Stadtring, wo sich die Föderalstraße A 229 in Richtung Osten anschließt. Der Moskowski prospekt ist etwa sechs Kilometer lang und wird sowohl vom Straßenabschnitt des Leninski prospekt, der über die Dominsel zum ploschtschad Zentralnaja (ehemals Kaiser-Wilhelm-Platz) führt (sog. Erste Kaliningrader Hochstraße), als auch von der Zweiten Kaliningrader Hochstraße, überbrückt.

## Geschichte
In der Kaliningrader Innenstadt führt die Strecke vom ehemaligen Sackheim bis zum früheren Ober- und Unterlaak. Wenige Meter nördlich des Flusses Pregel in der Sackheimer Hinterstraße im früheren Stadtteil Löbenicht befand sich das Löbenichtsche Nonnenkloster und spätere Löbenichtsche Hospital. Neben dem Hospital befanden sich das Löbenichtsche Realgymnasium und die Löbenichtsche Kirche.

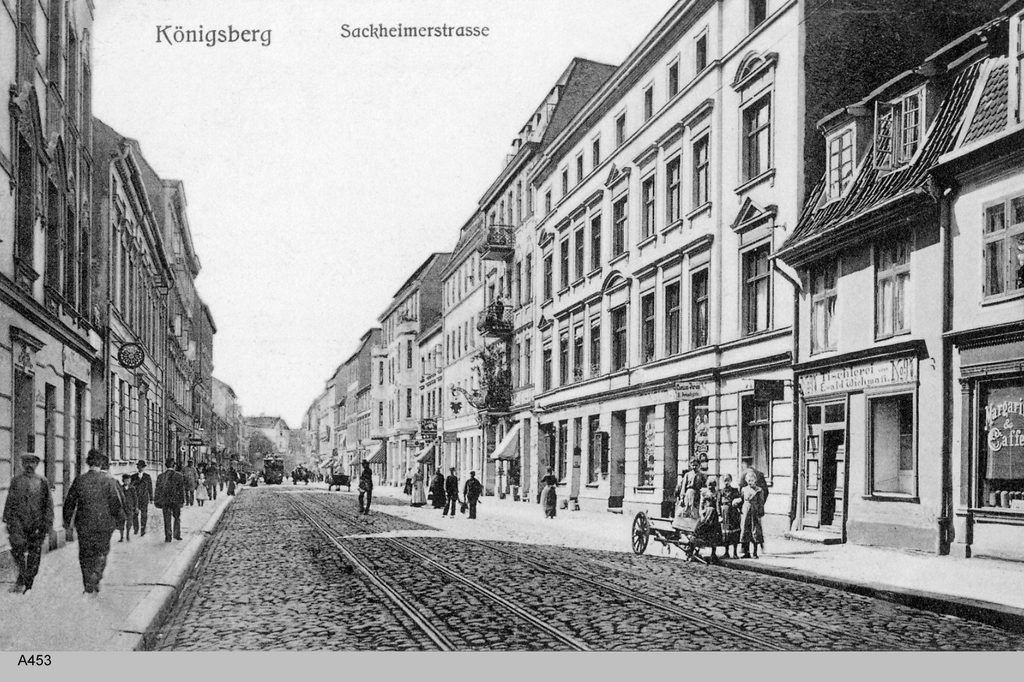
Sackheimer Straße
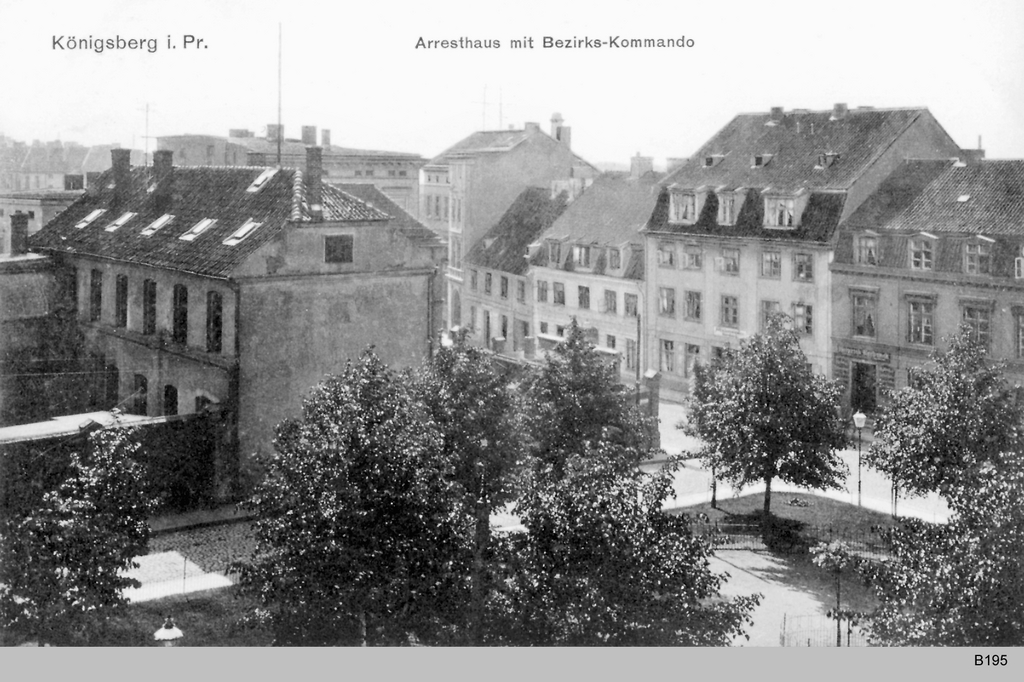
Arresthausplatz
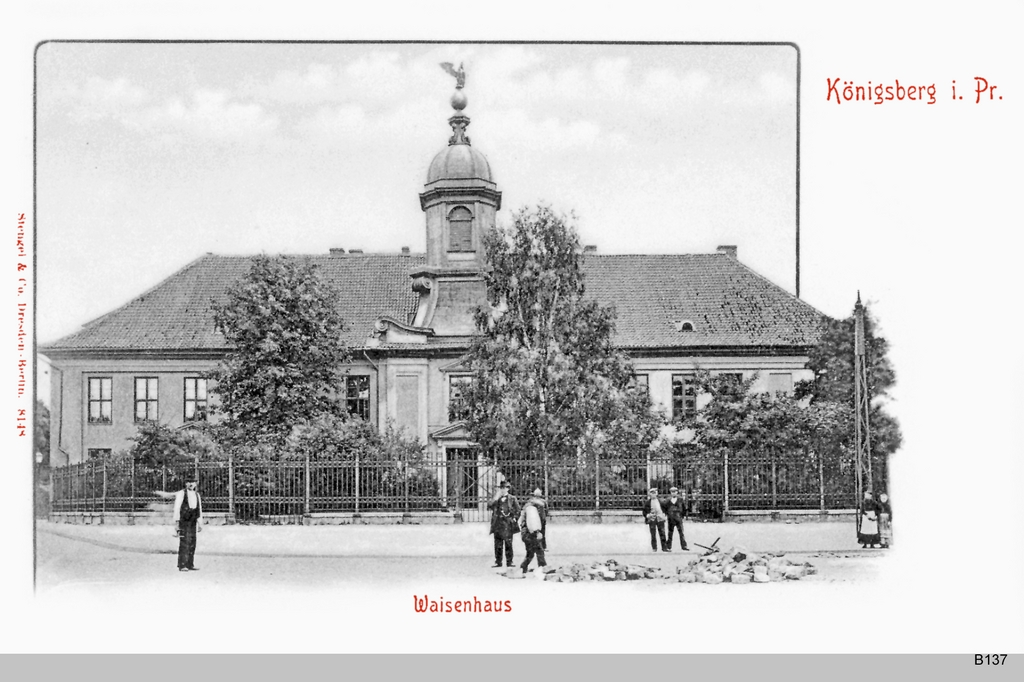
Königliches Waisenhaus
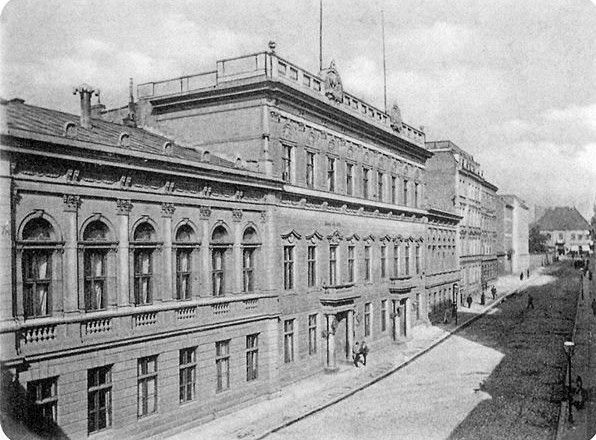
Generallandschaftsdirektion
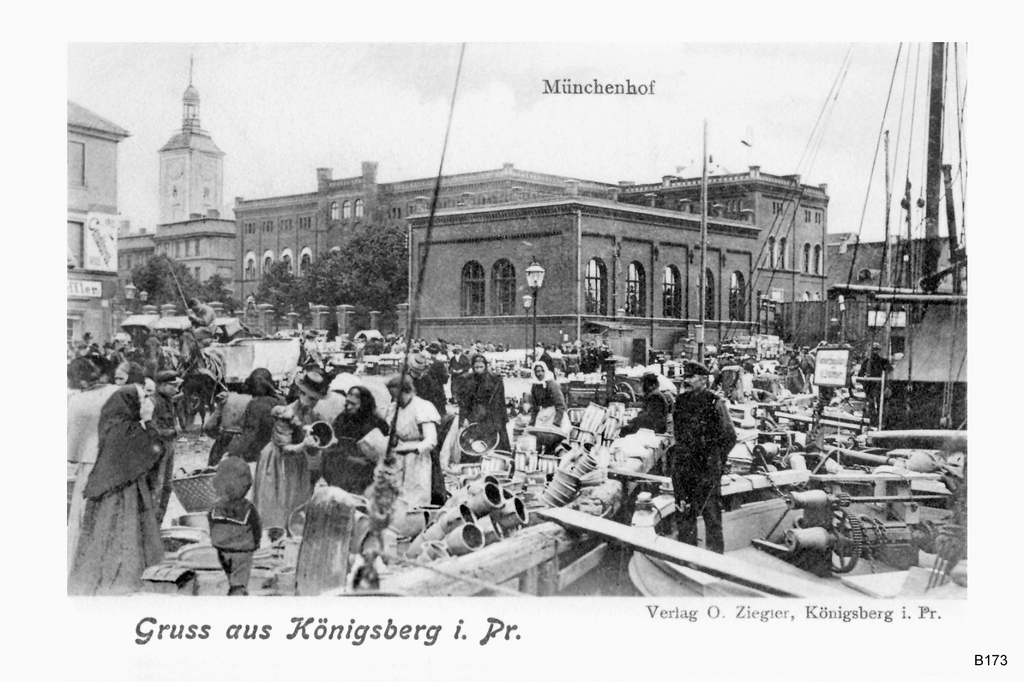
Löbenicht
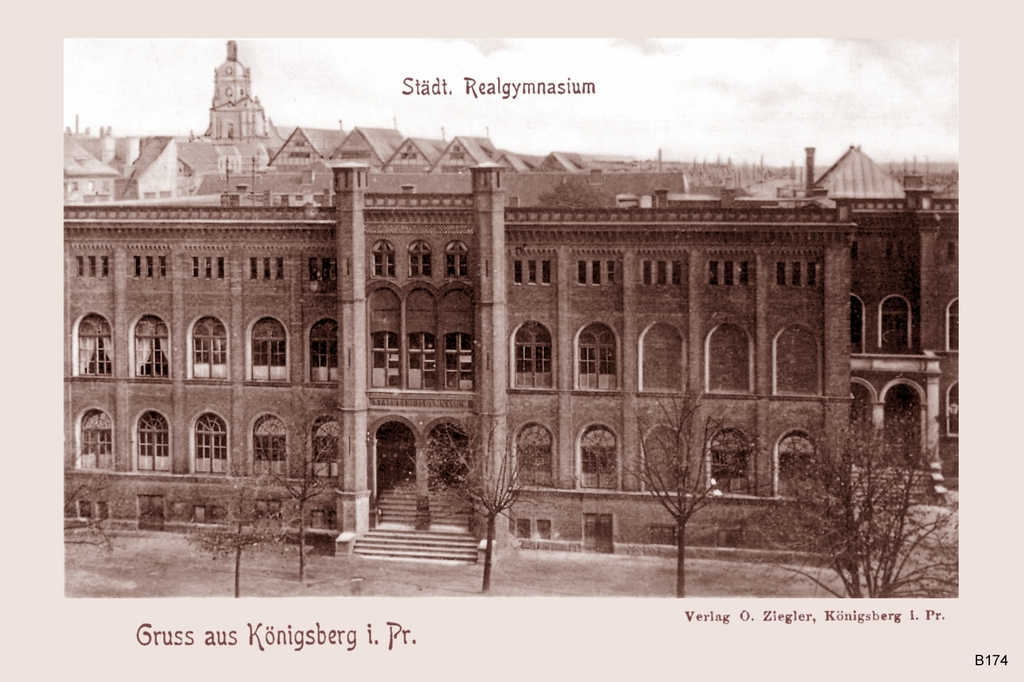
Löbenichtsches Realgymnasium

## Heutige Bebauung

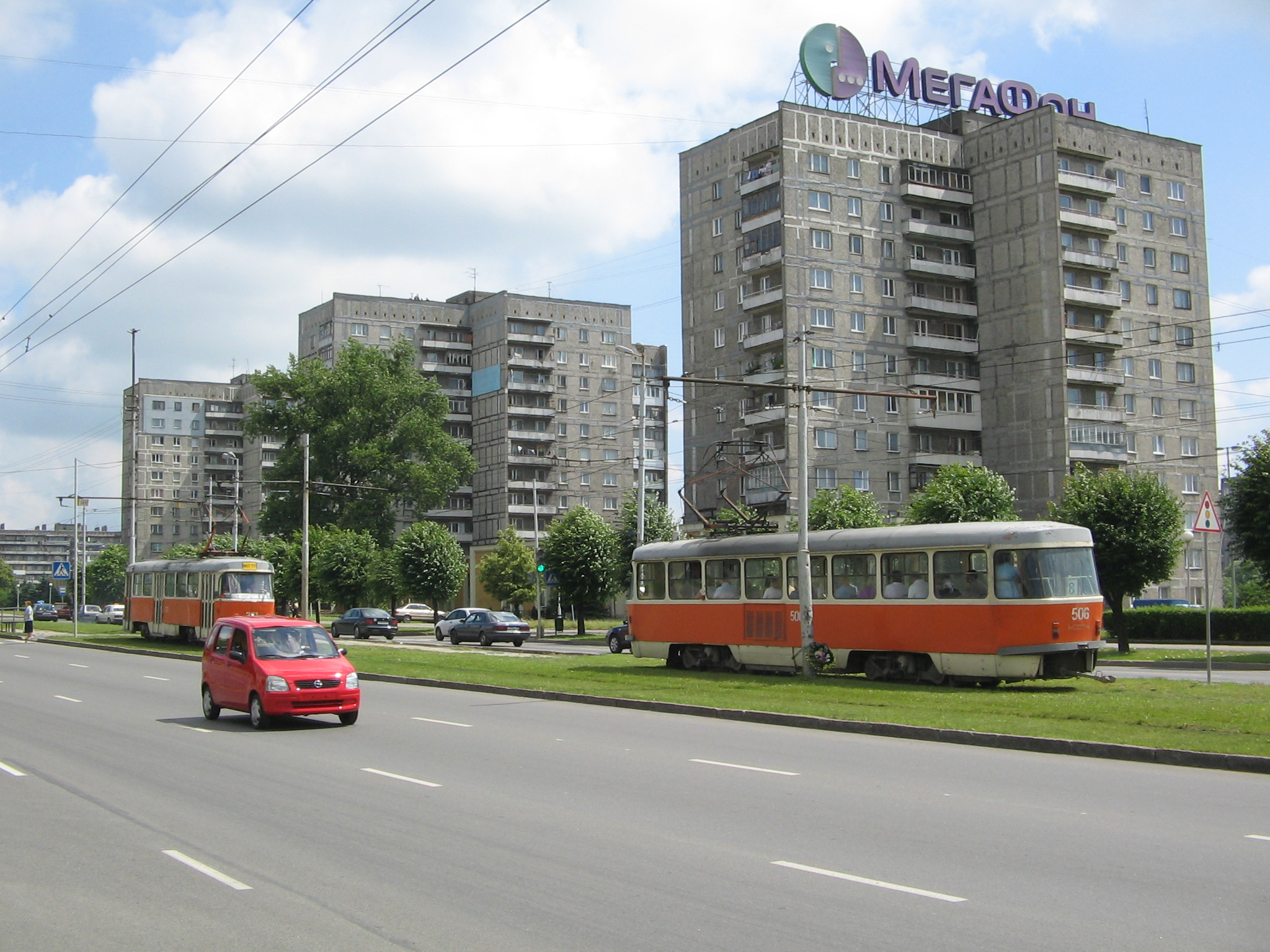
Bebauung am Moskowski prospekt (Hochhäuser mit Gemäldegalerie)

Am Moskowski prospekt stehen das Haus der Sowjets und ein Ensemble aus zwölfgeschossigen Hochhäusern mit ehemaligen Ladenvorbauten, die von Wadim Jeremejew zur Gemäldegalerie umgebaut wurden:

„Die Gemäldegalerie […] am Moskauer Prospekt […] Ebenfalls prägend für das Stadtzentrum war ein zwischen 1975 und 1977 geplantes Ensemble aus zwölfgeschossigen Hochäusern mit Ladenvorbauten auf der nördlichen Seite des Pregels, das 1981 entstand. Es wurde bei Kaliningradgrazdanproekt vom Hauptarchitekten Eremeev ab 1987 zur Kaliningrader Gemäldegalerie umgebaut.“

Baldur Köster schreibt dazu folgendes:

„Noch breiter ist der […] ehemalige Sackheim, der heutige Moskowskij Prospekt, ausgebaut; er hat als Prachtstraße in Richtung Moskau eine besondere Bedeutung. Da hier starker Verkehr fließt, ist eine Überquerung für Fußgänger nur an wenigen Ampeln möglich.“